# Estonia na Zimowych Igrzyskach Paraolimpijskich 1992
Estonię na Zimowych Igrzyskach Paraolimpijskich 1992 reprezentowała jedna zawodniczka. Był to pierwszy start reprezentacji Estonii na zimowych igrzyskach paraolimpijskich. Reprezentacji nie udało się zdobyć żadnego medalu.

## Skład reprezentacji

### Biegi narciarskie
| Zawodniczka | Konkurencja                     | Wynik   | Miejsce |
| ----------- | ------------------------------- | ------- | ------- |
| Vilma Nugis | krótki dystans 5 km B2-3 kobiet | 19:58.9 | 5       |
| Vilma Nugis | długi dystans 10 km B2-3 kobiet | 54:51.8 | 5       |